# Теорема Нэша — Кёйпера
Теорема Нэша — Кёйпера утверждает, что любое гладкое короткое вложение (или погружение) {\displaystyle n}-мерного Риманова многообразия в Евклидово пространство {\displaystyle \mathbb {R} ^{q}} при {\displaystyle q>n} можно аппроксимировать {\displaystyle C^{1}}-гладким изометрическим вложением (или соответственно погружением).
Термин изометрическое вложение/погружение здесь означает соответственно вложение/погружение, которое сохраняет длины кривых.

## Формулировка
Пусть {\displaystyle (M,g)} есть Риманово многообразие и {\displaystyle f\colon M^{n}\to \mathbb {R} ^{q}} есть короткое {\displaystyle C^{\infty }}-гладкое вложение (или погружение) в Евклидово пространство {\displaystyle {\mathbb {R} }^{q}} и {\displaystyle q>n}. Тогда для любого {\displaystyle \varepsilon >0} существует вложение (или соответственно погружение) {\displaystyle f_{\varepsilon }\colon M^{n}\to \mathbb {R} ^{q}} такое, что
1. {\displaystyle f_{\varepsilon }} является {\displaystyle C^{1}}-гладким,
2. (изометричность) для любых двух касательных векторов {\displaystyle v,w\in T_{x}(M)} в касательном пространстве точки {\displaystyle x\in M} мы имеем:

{\displaystyle g(v,w)=\langle df_{\epsilon }(v),df_{\epsilon }(w)\rangle .}
1. ({\displaystyle C^{0}}-близость) {\displaystyle |f(x)-f_{\varepsilon }(x)|<\varepsilon } для всех {\displaystyle x\in M}.

### Замечания
Этот результат является весьма контринтуитивным. В частности из него следует что любая замкнутая ориентированная поверхность может быть изометрично {\displaystyle C^{1}}-вложена в произвольно малый трёхмерный шар.
Из формулы Гаусса следует, что такое вложение невозможно в классе {\displaystyle C^{2}}-вложений.
Система уравнений определяющая изометричное вложение имеет {\displaystyle q} неизвестных — это координатные функции {\displaystyle f_{\varepsilon }} и зависят от {\displaystyle n{\cdot }(n+1)/2} компонент метрического тензора.
Таким образом система является переопределеной при {\displaystyle q<n{\cdot }(n+1)/2}.
Тем не менее согласно теореме, она имеет решение.

## История
Теорема была доказана Нэшем в предположении {\displaystyle q>n+1} вместо {\displaystyle q>n} и приведена к настоящему виду Кёйпером; он заменил одну конструкцию (скучивание Нэша) на более сложную, оставив основную часть доказательства без изменений.

## Вариации обобщения
- Теорема Нэша о регулярных вложениях
- Теорема Громова о складках утверждает, что для любого короткого отображения из {\displaystyle n}-мерного риманова многообразия в {\displaystyle \mathbb {R} ^{n}} существует сколь угодно близкое (негладкое) отображение, сохраняющее длины кривых.